# Střelice (okres Plzeň-jih)
Obec Střelice (německy Strelitz) se nachází v okrese Plzeň-jih, kraj Plzeňský mezi obcemi Hradec a Stod. Žije zde 145 obyvatel.

## Historie
První písemná zmínka o obci pochází z roku 1248.

## Galerie

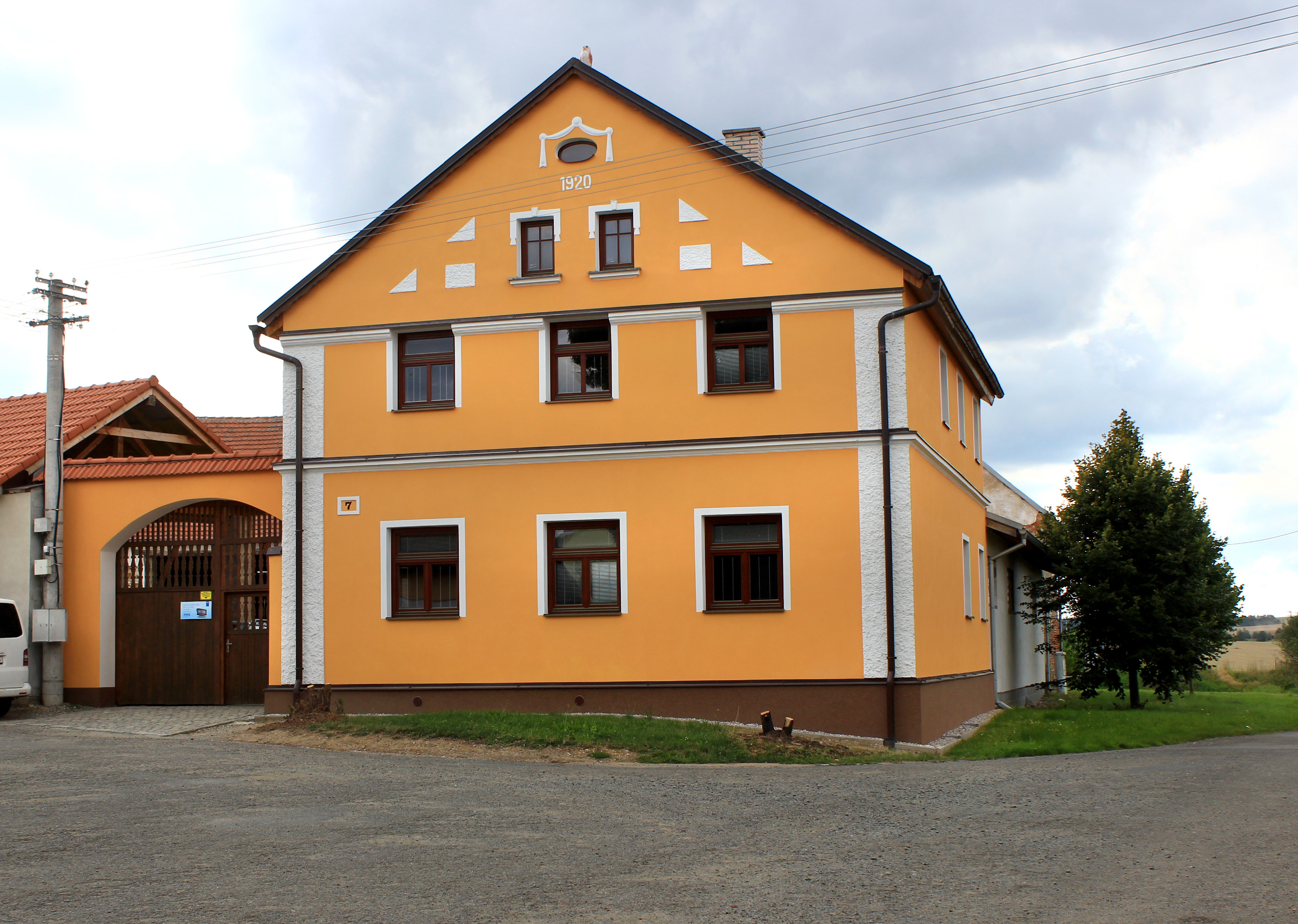
Dům čp. 7
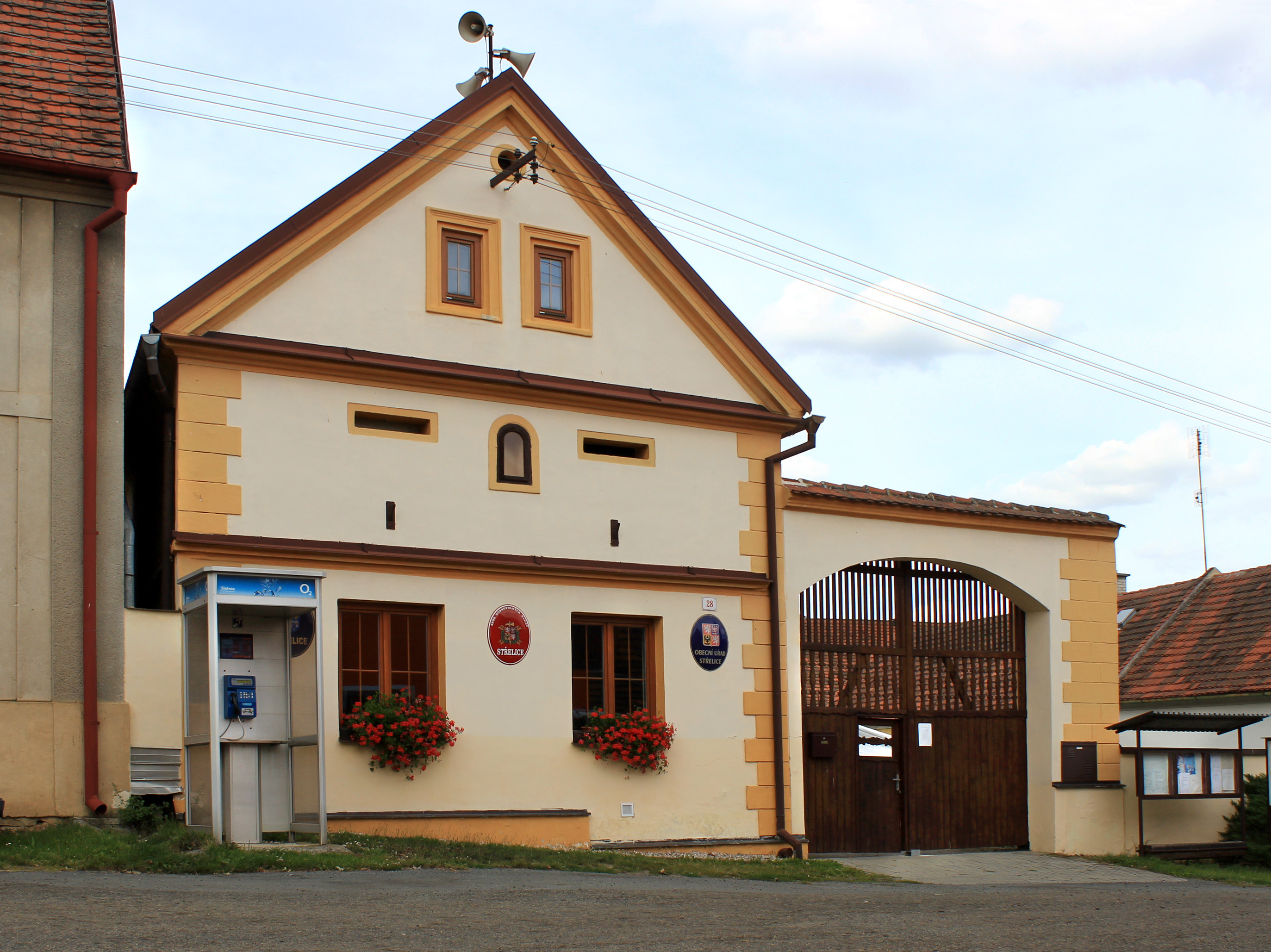
Obecní úřad
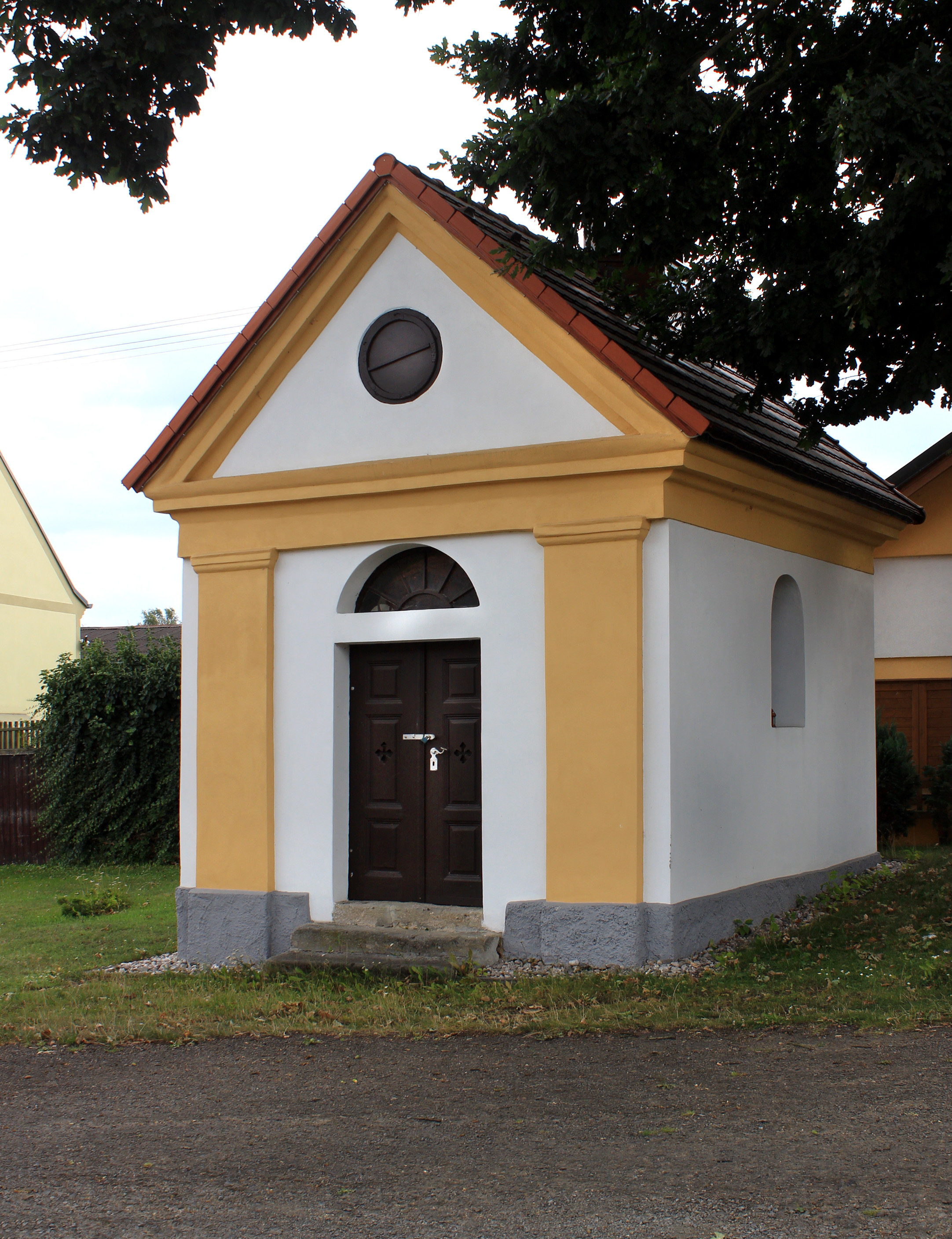
Kaple na návsi